# Igreja de Santo André (Vila Boa de Quires)
A Igreja de Santo André da Vila Boa de Quires é uma igreja românica situada em Vila Boa de Quires, no município de Marco de Canaveses em Portugal. É um dos mais significativos exemplos de arquitetura românica no vale do Sousa. O edifício atual foi construído em meados do século XIII por iniciativa dos Cónegos Regrantes de Santo Agostinho. No entanto, no século anterior já era referida a existência de um mosteiro. A fachada principal, remontada durante o século XIX, possui já elementos decorativos góticos. O interior foi alvo de diversas campanhas artísticas ao longo dos séculos, com o acrescento de pinturas murais, o revestimento de azulejos na capela-mor, os altares laterais neoclássicos e o prolongamento da nave já no século XIX. Em 1927 foi classificada como monumento nacional e restaurada em 1948. Atualmente integra a Rota do Românico.

## Ligações externas

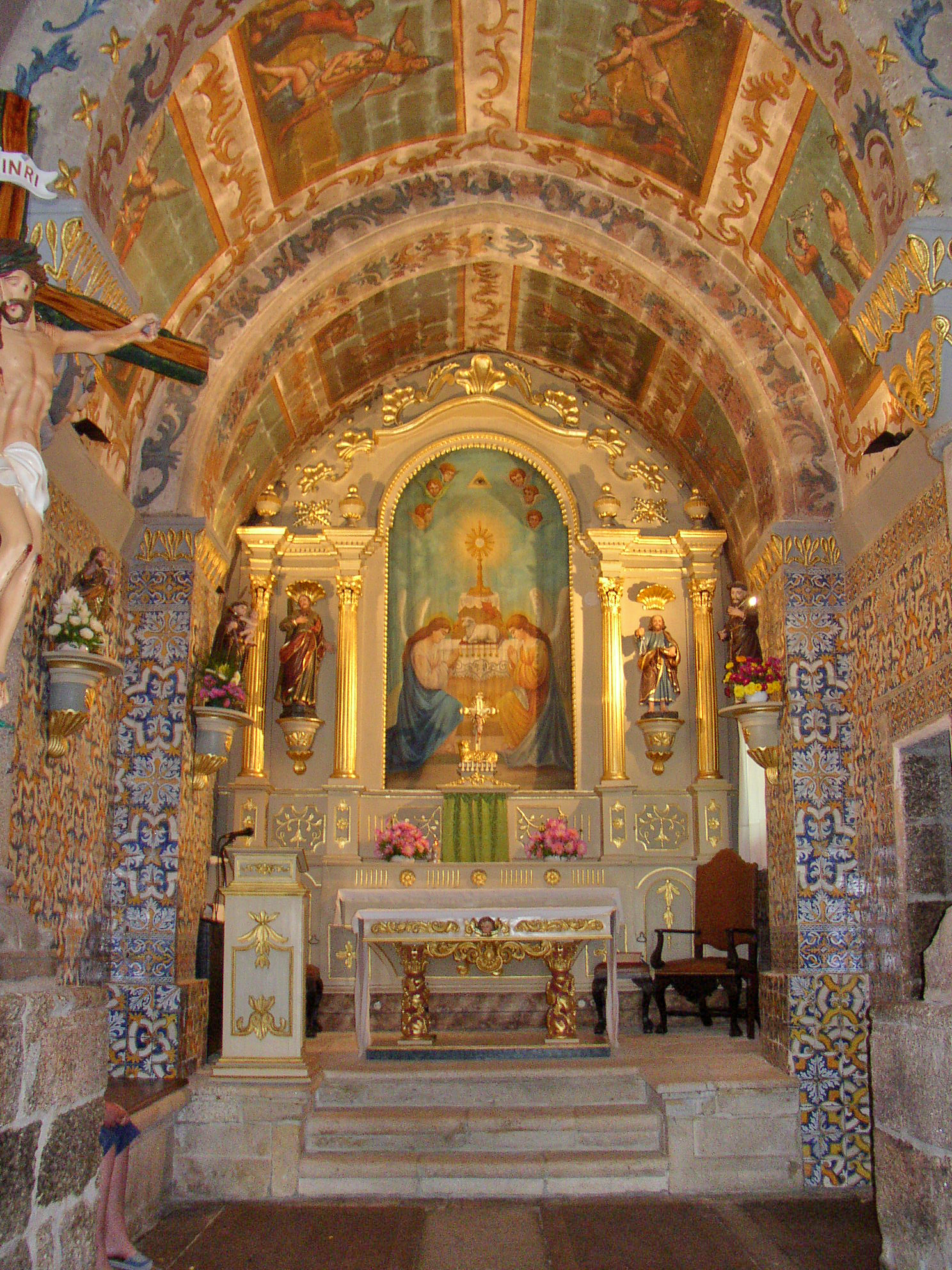
Interior